# Maria Pereira (científica)
Maria Pereira (Leiría, 1986) es una científica bioingeniera portuguesa. Como inventora, es la creadora de un pegamento para cerrar las heridas abiertas sin dañar los tejidos. 

## Trayectoria profesional
Nació en 1986 en Leiría. Es licenciada en Ciencias Farmacéuticas por la Universidad de Coímbra, en Portugal y se doctoró en bioingeniería en el Massachusetts Institute of Technology (MIT), en Estados Unidos, gracias a la beca que le fue concedida por el Programa MIT-Portugal en 2007.
Es conocida por haber creado un pegamento para cerrar las heridas abiertas sin dañar los tejidos, que se utiliza por ejemplo, para operaciones delicadas de corazón y para tratar a bebés con defecto congénito del corazón, uno de cada 100, que resulta ser la principal causa de muerte infantil en los Estados Unidos.
Pereira trabajó en su proyecto para desarrollar un pegamento que valiera para usarse en cualquier parte del cuerpo, incluido el corazón que bombea 60 veces por minuto. El pegamento requería cumplir muchos condicionantes a la vez: soportar condiciones de humedad y dinámicas, ser elástico para expandirse y contraerse con cada latido del corazón, ser hidrófobo (para repeler la sangre lejos de la superficie), biodegradable y no tóxico. En 2012 lo logró e incluso cumplió más criterios: el pegamento que inventó sólo adhiere en el lugar al que está destinado, cuando la persona cirujana le dirige la luz, otorgando de esa forma un control total del proceso.
Es investigadora en la empresa en Gecko Biomedical de biotecnología y medicina en París desde octubre de 2013.

## Trayectoria política
El 28 de diciembre de 2015, con 29 años, fue presentada para representante nacional de Marcelo Rebelo de Sousa en su candidatura a las elecciones presidenciales de 2016.

## Reconocimientos
En 2012, Novartis la consideraba una de los cuatro líderes mundiales en su campo. La revista MIT Technology Review de 2014 la incluyó en su lista anual de "innovadores menores de 35 años". A principios de 2015 fue reconocida por la revista Forbes como uno de los 30 talentos promesa del mundo con menos de 30 años y, en el mes de septiembre del mismo año, la revista Time la consideró como una "líder de la próxima generación".